# Nature Neuroscience
Nature Neuroscience es una revista científica mensual publicada por Nature Publishing Group. 
Está especializada en trabajos de investigación originales relacionados específicamente con la neurociencia. Fue creada en mayo de 1998. De acuerdo con el Journal Citation Reports, la revista Nature Neuroscience tuvo un factor de impacto de 16,095 en 2014, ocupando el quinto lugar entre las 252 revistas de la categoría "Neurociencia".

## Métricas de revista
En 2023 es la revista n.º 1 en la especialidad de neurología en Googgle Scholar
2023
- Web of Science Group : 24.884
- Índice h de Google Scholar: 437
- Scopus: 19.846